# Germán Bleiberg
Germán Bleiberg (Madrid; 14 de marzo de 1915-Madrid, 31 de octubre de 1990) fue un poeta español que perteneció a la generación del 36.

## Biografía
Estudió en un colegio alemán, para luego licenciarse y doctorarse en Filosofía y Letras en la universidad de Madrid. En la guerra civil, militó activamente en el bando republicano por lo que, acabada la contienda, se vio obligado a exiliarse a Estados Unidos donde fue profesor en las universidades de Notre Dame y de Nueva York. De su obra destacan los poemarios «Sonetos amorosos» (1936), «Más allá de las ruinas» (1947), «La mutua primavera» (1948) y «Selección de poemas» (1975). En 1938, durante la guerra civil, fue galardonado con el Premio Nacional de Literatura junto con Miguel Hernández por una obra que no ha llegado hasta nuestros días. Fue coautor, junto a Julián Marías, de un afamado «Diccionario de Literatura Española» que tuvo numerosas ediciones.

## Obras

### Poesía
- El cantar de la noche. Colección "La tentativa poética", edición de Concha Méndez y Manuel Altolaguirre, Madrid, 1935.
- Sonetos amorosos. Ediciones Héroe, Madrid, 1936.
- Más allá de las ruinas. Revista de Occidente, Madrid, 1947.
- La mutua primavera. Colección "Norte", dirigida por Gabriel Celaya, San Sebastián, 1948.
- El poeta ausente. Dibujos de Gregorio Prieto. Madrid, 1948.
- Selección de poemas (1936-1973). Grant & Cutler, Londres, 1975.
- Antología poética. Alianza Editorial, Madrid, 1985.

### Teatro
- Sombras de héroes. Editorial Signo, Madrid, 1938, en el volumen Teatro de Urgencia.
- La huida, inédita. Le valió el Premio Nacional de Literatura en 1938.
- Amanecer. Publicada en Cuadernos de Madrid, Madrid, 1939.

### Traducción
- Novalis, Granos de polen. Himnos a la noche. Enrique de Ofterdingen. México, Conaculta, 1987.